# Дадашев Максим Каїбханович
Дадашев Максим Каїбханович (лезгин. Дадашрин Къаибханан хва Максим; рос. Дадашев Максим Каибханович; 30 вересня 1990, Ленінград — † 23 липня 2019, Чеверлі, Меріленд) — російський професійний боксер.

## Аматорська кар'єра
На молодіжному чемпіонаті світу 2008 Максим Дадашев завоював срібну медаль.
У 2010, 2012 та 2013 роках посідав призові місця на чемпіонаті Росії.
На Європейських іграх 2015 програв у другому бою Діну Волшу (Ірландія).

## Професіональна кар'єра
Переїхавши до США, 2016 року Максим Дадашев розпочав професійну кар'єру. Впродовж 2016—2019 років здобув 13 перемог, у тому числі над колишніми чемпіонами світу Дарлейсом Пересом (Колумбія) та Антоніо ДеМарко (Мексика).
19 липня 2019 року Дадашев вийшов на бій за звання обов'язкового претендента на титул чемпіона світу за версією IBF у першій напівсередній вазі проти пуерториканця Сабріеля Матіаса. Це був перший непереможний (13-0, 13KO ) суперник у кар'єрі Дадашева.
Перші раунди пройшли в рівній боротьбі. Матіас виступав агресором, а Дадашев багато рухався, працюючи переважно джебом. У третьому раунді в пуерториканця з'явилося ушкодження над правим оком, але він і далі тиснув на росіянина. Уже в п'ятому раунді Дадашев почав уповільнюватися, і суперник став завдавати більше своїх ударів. У восьмому раунді росіянин припинив активний рух і прийняв жорсткий розмін у ближньому бою, в якому удари пуерториканця були потужнішими. Розмін тривав і в дев'ятому, і в десятому раунді, але Матіас переважав Дадашева за кількістю викинутих ударів. У одинадцятому раунді росіянин пропустив кілька дуже потужних ударів у голову, майже не відповідаючи своїми, і в перерві по закінченню одинадцятого раунду тренер Дадашева Бадді Макгірт просигналізував рефері про відмову від продовження бою.

## Смерть
Ще в рингу Максим Дадашев уже не мав сил самостійно покинути місце бою. За допомоги своєї команди він дістався роздягальні, де знепритомнів. Після цього його терміново відправили до лікарні, де діагностували ушкодження мозку і ввели у штучну кому. Однак стан Дадашева погіршувався, і 23 липня 2019 року він помер.